# Spaanse aak
De Spaanse aak of veldesdoorn (Acer campestre) is een plant uit de zeepboomfamilie (Sapindaceae).

## Beschrijving
De Spaanse aak is vaak een struik, zelden een boom die 10 à 12 m hoog en 10 m breed kan worden. In uitzonderingsgevallen bereikt een boom een hoogte van 25 m. De Spaanse aak is een traaggroeiende soort, die 200 tot 300 jaar oud kan worden. Deze boom groeit goed op droge, voedselrijke en kalkhoudende bodem aan bosranden en in bossen.
De dikke schors is gegroefd en kurkachtig. De takken zijn olijfgroen tot geelbruin en jonge takken zijn lichtbehaard. De takken vertonen vaak kurklijsten, waardoor in de winter verwarring met de gladde iep mogelijk is.

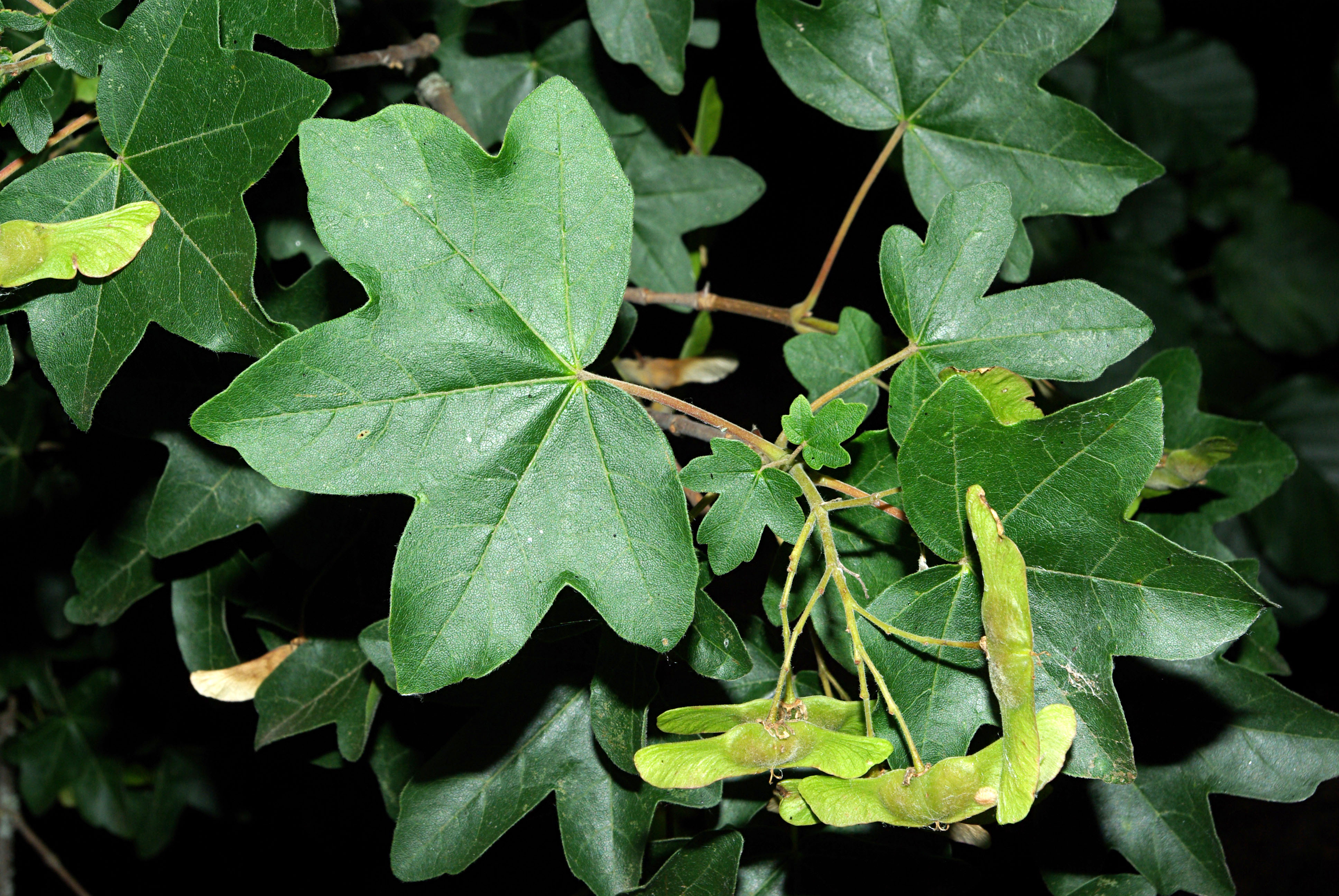
Bladeren

In tegenstelling tot de Gladde iep zijn de knoppen echter tegenoverstaand en rood van kleur. Het blad is veel kleiner dan van andere esdoorns en bestaat uit drie of vijf slippen, die zelf golvend tot gelobd zijn. De lobben zijn stomp, mat groen en aan de onderzijde behaard. De hoofdnerf is lichter van kleur en de bladsteel bevat melksap. In de herfst heeft de Spaanse aak een goudgele herfstkleur, maar kan in Zuid-Limburg ook rood zijn.

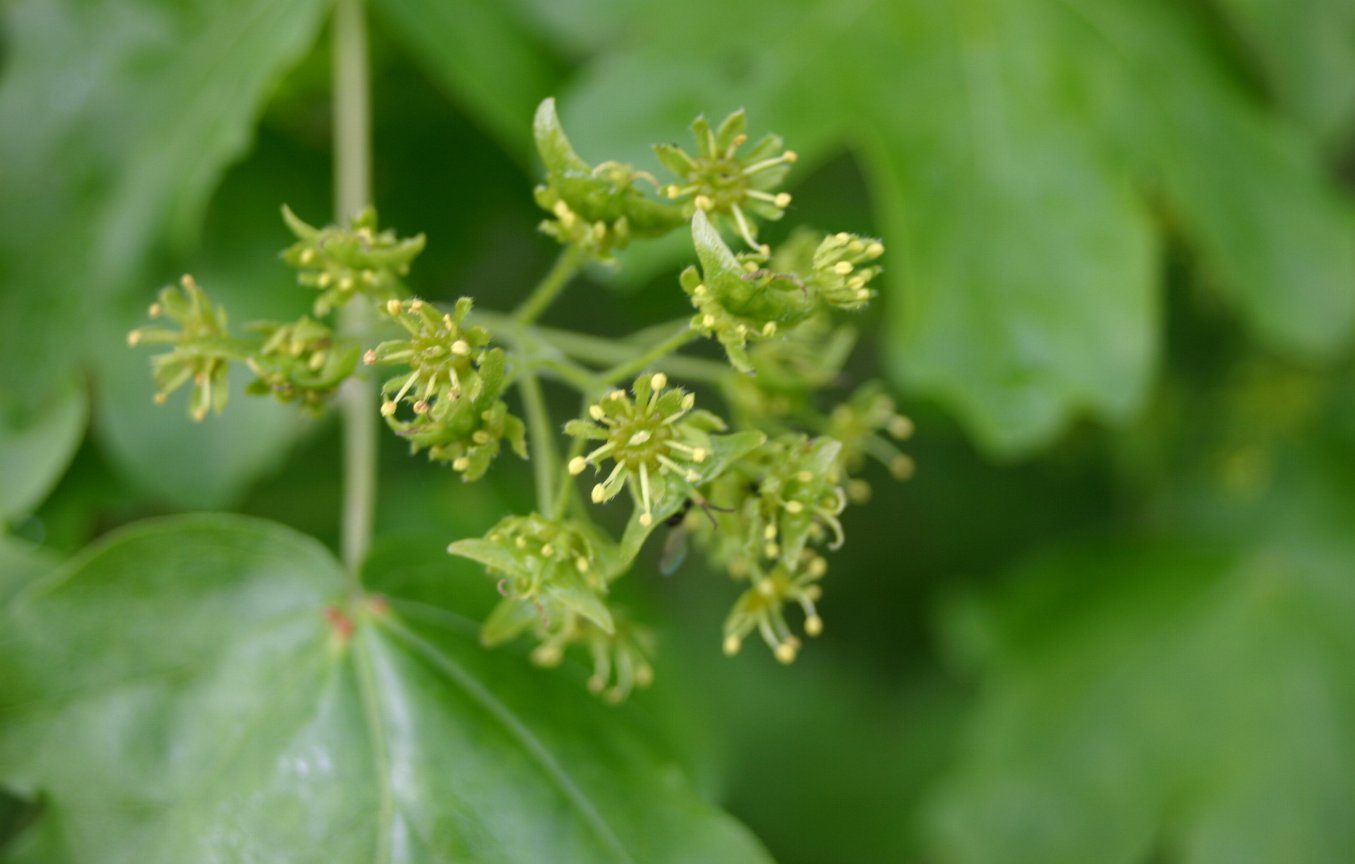
Bloeiwijze

De soort is meestal eenhuizig, soms tweehuizig, met in aanleg tweeslachtige bloemen, die echter functioneel eenslachtig zijn. De rechtopstaande bloemtuilen verschijnen van mei tot juni, tegelijkertijd met of net na de bladeren. De bloemen zijn vrij klein, onopvallend en groengeel van kleur. De bloemen hebben vijf kroonblaadjes, zijn geelgroen, staan in trossen en verschijnen tegelijk met het blad.
De vrucht is een samara, waarbij de vleugeltjes in elkaars verlengde liggen. Hierdoor zijn ze gemakkelijk te onderscheiden van die van de gewone esdoorn en de Noorse esdoorn. Het duurt achttien maanden voordat de zaden ontkiemen. De vruchten staan in paren en hebben vleugels die horizontaal tegen over elkaar liggen.
De plant laat zich goed snoeien en wordt dan ook vaak in hagen gehouden. De Spaanse aak verdraagt zware snoei en kan in dichte, regelmatige vormen worden geknipt. Het hout is zeer hard en geschikt als hakhout. De twijgen zijn bruin en aan uiteinde behaard.

### Silhouet
Als struik is hij sterk vertakt, maar geeft toch niet de dichte ondoordringbare indruk van veel doornstruiken. Er is vaak meer dan één stam of de boom is vlak boven de grond vertakt. De stam en takken zijn erg kronkelig. Er zijn zeer veel korte twijgen, die sterk aan het uiteinde van de takken zijn geconcentreerd. De koepelvormige, scherp begrensde kroon maakt een dichte en donkere indruk.

### Schors
Jonge twijgen zijn groen tot grijsbruin met lichtgrijze barstjes, en zijn glanzend en aan het uiteinde iets behaard. Aan de wat oudere twijgen vindt men kurklijsten. Oudere schors is donkerbruin met oranje strepen en heeft een netwerk van fijne groeven met daartussen kleine schilfers.

### Bladlitteken
Sikkelvormig, samenstotend met drie sporen. Bladkussen iets verheven.

### Merg
Rond met kleine uitsteeksels en wit.

## Verspreiding en standplaats

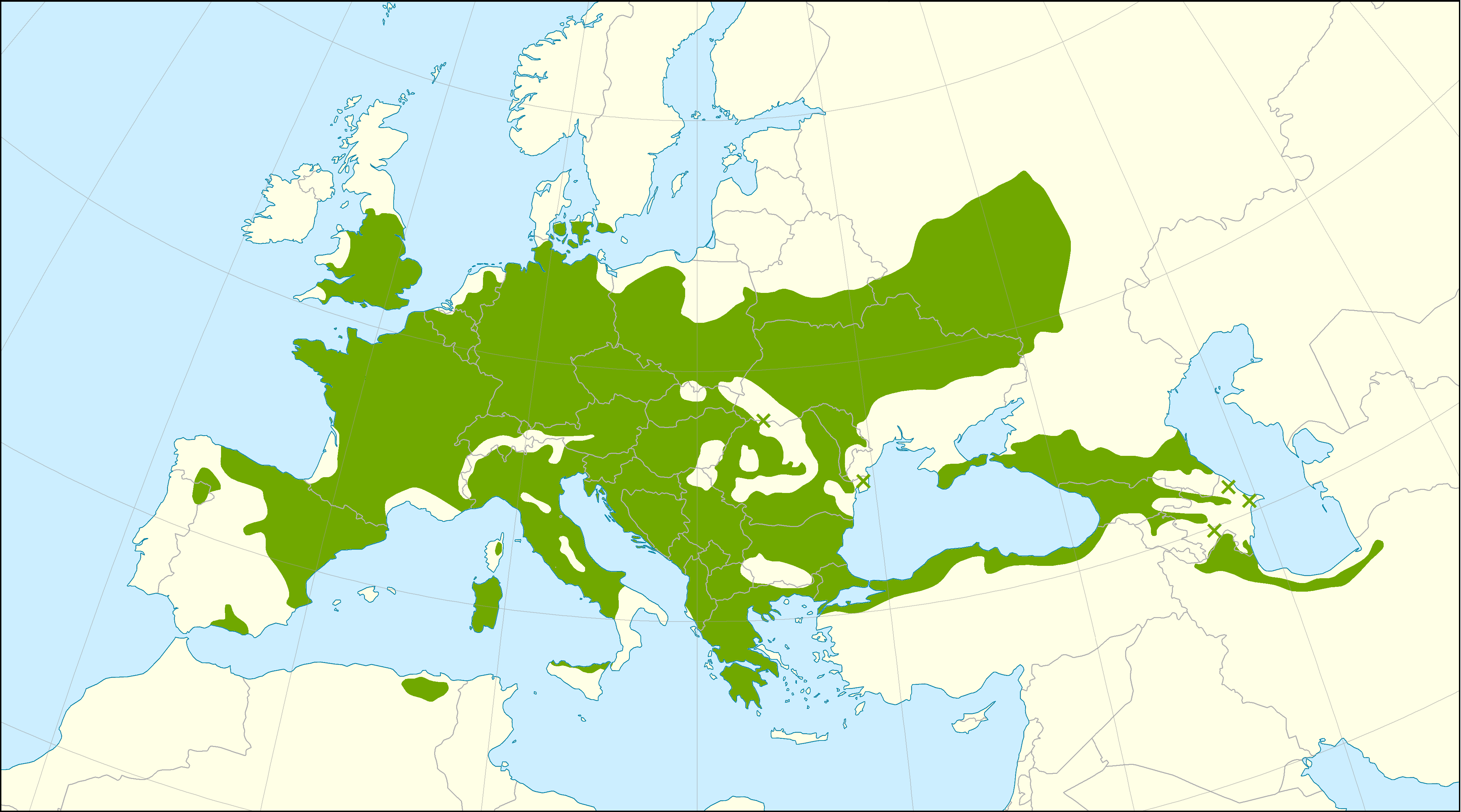
Verspreidingsgebied

De Spaanse aak komt met uitzondering van het noorden in heel Europa voor, tot Zuidwest-Azië en Noord-Afrika. Hij is redelijk vorstgevoelig. Het is een soort die zich in de schaduw van pioniersplanten kan vestigen. De Spaanse aak is wellicht de eerste esdoornsoort die op eigen kracht België en Nederland bereikt heeft na de laatste ijstijd. Archeobotanische vondsten dateren van 7000 BP. De soort is nu zeldzaam als autochtone boom in Nederland, maar komt in Vlaanderen veelvuldig voor in de zuidelijke leemstreken.
De Spaanse aak is geschikt voor alle bodemsoorten met uitzondering van zeer arme, droge zandgrond en natte bodems. Van nature uit komt hij vooral voor op vochtige kalk- en leembodems, zowel in beuken- en haagbeukenbossen, als langs bosranden. Hij is windbestendig, geschikt voor zonnige en schaduwrijke plaatsen en is bestand tegen luchtverontreiniging en strooizout. Wanneer onvoldoende kalk in de bodem aanwezig is, blijft hij in schaduwrijke omstandigheden (dicht loofbos) echter spichtig.
Deze boom wordt veel gezien in Nederland. Als bos- en haagplantsoen op boomkwekerijen en daarmee ook te zien als heggen, struiken en bomen. De zaden worden buiten bewaard en ook hier vermeerderd. De zaden zullen met een temperatuur van 21 graden goed uitlopen tot zaailingen. Geef de zaden genoeg water en laat de grond niet uitdrogen.

## Ecologie
De bloemen zijn een goede bron van nectar en pollen, en worden druk bezocht door bijen en andere insecten. De vruchten worden gegeten door onder andere appelvink en groenling. De schors is voedselrijk en niet zuur, en kan meer epifyten huisvesten dan de andere inheemse esdoorns.
Mede door het snel verterende blad is het een bodemverplegende soort.

## Etymologie
"Acer" is Latijn voor "scherp" of "bijtend van smaak", is ook de oude Latijnse naam voor de esdoorn en verwijst naar de kwaliteit van het hout (scherp, sterk). De soortaanduiding campestre komt van het Latijnse "campus" (vlakte, terrein) en wil zeggen: "op de vlakte of op het veld groeiend". "Veldesdoorn" is hiervan een vertaling en verwijst naar het gebruik van de bomen in heggen en houtwallen die vroeger de akkers van elkaar scheidden.

## Inhoudsstoffen
| - Plantaardige groeihormonen - Nuclëinezuren - Aminozuren | - Enzymen - Mineralen - Vitaminen | - Fytosterolen - Gommen | - Glycosiden - Looistoffen |

## Aantastingen
De Spaanse aak kan last hebben van de esdoorngalmijt, dit is een rood pukkeltje op het blad. Deze soort kan ook last hebben van galmijten, dit zijn gallen op bladeren of takken. Ook de gestippelde houtvlinder met zijn wit met zwart gevlekte mot uiterlijk, zwartgespikkelde rupsen boren in hout. De meniezwam is er bij afsterving met rozerode, donzige sporenhoopjes. Er kan ook vriesbrand voorkomen, dit is het bruin worden van de bladeren en het krullen hiervan.

## Cultuurhistorie
De Spaanse aak werd vaak aangeplant in de buurt van boerderijen en als hakhout beheerd. Ook kwam hij veelvuldig in hagen en heggen voor. In de Vlaamse Ardennen werd hij ook vaak als knotboom gebruikt. Het hout werd veel gebruikt om kleine gereedschappen en stelen te maken. Doordat de schors niet afvalt werden traditioneel zitstokken voor hoenderhokken van de takken gemaakt. Hierdoor werden de poten niet koud en hadden de kippen een goede houvast. Vermoedelijk diende het loof in tijden van schaarste ook als voedsel voor vee. De Spaanse aak leverde ook brandhout van goede kwaliteit.

### Cultivars
Er bestaan ongeveer 30 cultivars van de Spaanse aak, gekweekt voor het blad, de habitus, of beide.
- A. campestre 'Elsrijk': Kleine piramidale boom
- A. campestre 'Queen Elizabeth': Wordt 10 tot 12 m hoog met een breed ovalen tot breed eivormige kroon. Hij heeft donkergroene bladeren met afgeronde lobben en een gele herfstkleur
- A. campestre 'Red Shine': Wordt 8 tot 12 m hoog met een smalle, piramidale kroon. De onderzijde van de bladeren is donkerder dan bij de soort
- A. campestre 'Royal Ruby': Heeft bladeren met een rode gloed
- A. campestre 'Marjolein'